# Photoionisationsdetektor

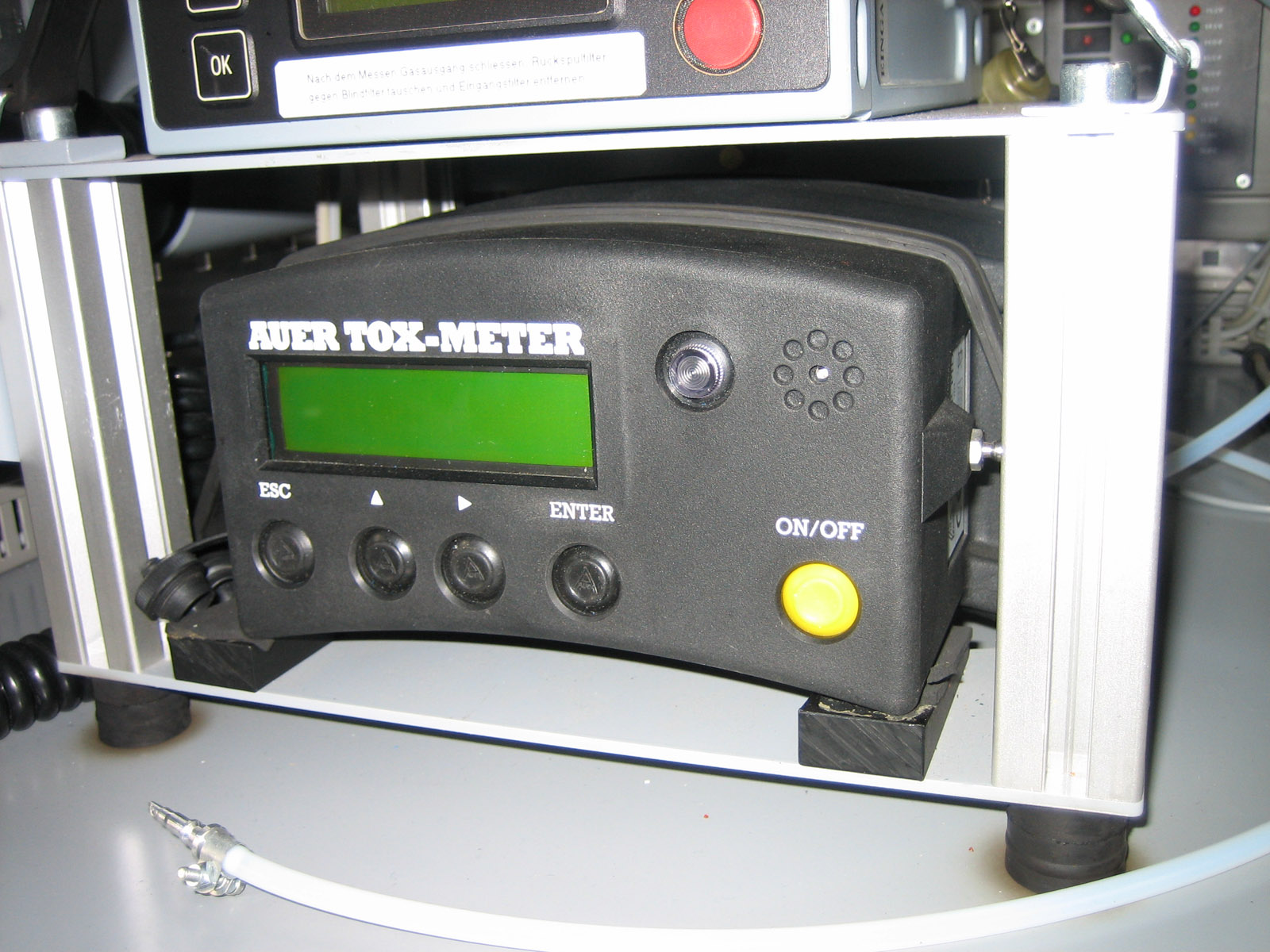
Photoionisationsdetektor installiert auf einem ABC-Erkundungskraftwagen

Ein Photoionisationsdetektor (Abkürzung: PID) ist ein Gerät zur Erkennung und der Analyse von chemischen Verbindungen in der Umgebungsluft. Beispielsweise sind aromatische Kohlenwasserstoffe, einige gängige Lösungsmittel und eine Vielzahl von unterschiedlichen anorganischen, vor allem aber organischen Substanzen nachweisbar.

## Funktionsprinzip
Ein Photoionisationsdetektor saugt mittels einer Pumpe die Umgebungsluft ein und setzt diese dem UV-Licht einer Gasentladungslampe aus. Die ionisierten Moleküle erhöhen die elektrische Leitfähigkeit in der Messzelle. Wenn ionisierbare Substanzen in der Luft vorhanden sind, wird dies als Konzentration auf dem Display angezeigt.

## Technische Verwendung
Verwendet werden PIDs zum Beispiel zur Lecksuche, bei der Messung von Schadstoffkonzentrationen bei Unfällen, bei der Überwachung eines Dekontaminationsplatzes oder der Belastung der Umgebungsluft durch ausgasende Schadstoffe. 
Mobil ist ein PID beispielsweise auf dem ABC-Erkundungskraftwagen des Katastrophenschutzes installiert und kann mit wenigen Handgriffen zu einem tragbaren Gerät umfunktioniert werden. Bei anderen Anwendungen werden kleinere Handgeräte eingesetzt, die mittels spezieller Einsätze auf eine Schadstoffklasse ausgerichtet werden können.
Der PID wird auch als spezifischer Detektor für die Gaschromatographie eingesetzt.